# Prumnopitys ferruginea
Prumnopitys ferruginea är en barrträdart som först beskrevs av G. Benn. och David Don, och fick sitt nu gällande namn av De Laub. Prumnopitys ferruginea ingår i släktet Prumnopitys och familjen Podocarpaceae. IUCN kategoriserar arten globalt som livskraftig. Inga underarter finns listade i Catalogue of Life.

## Bildgalleri

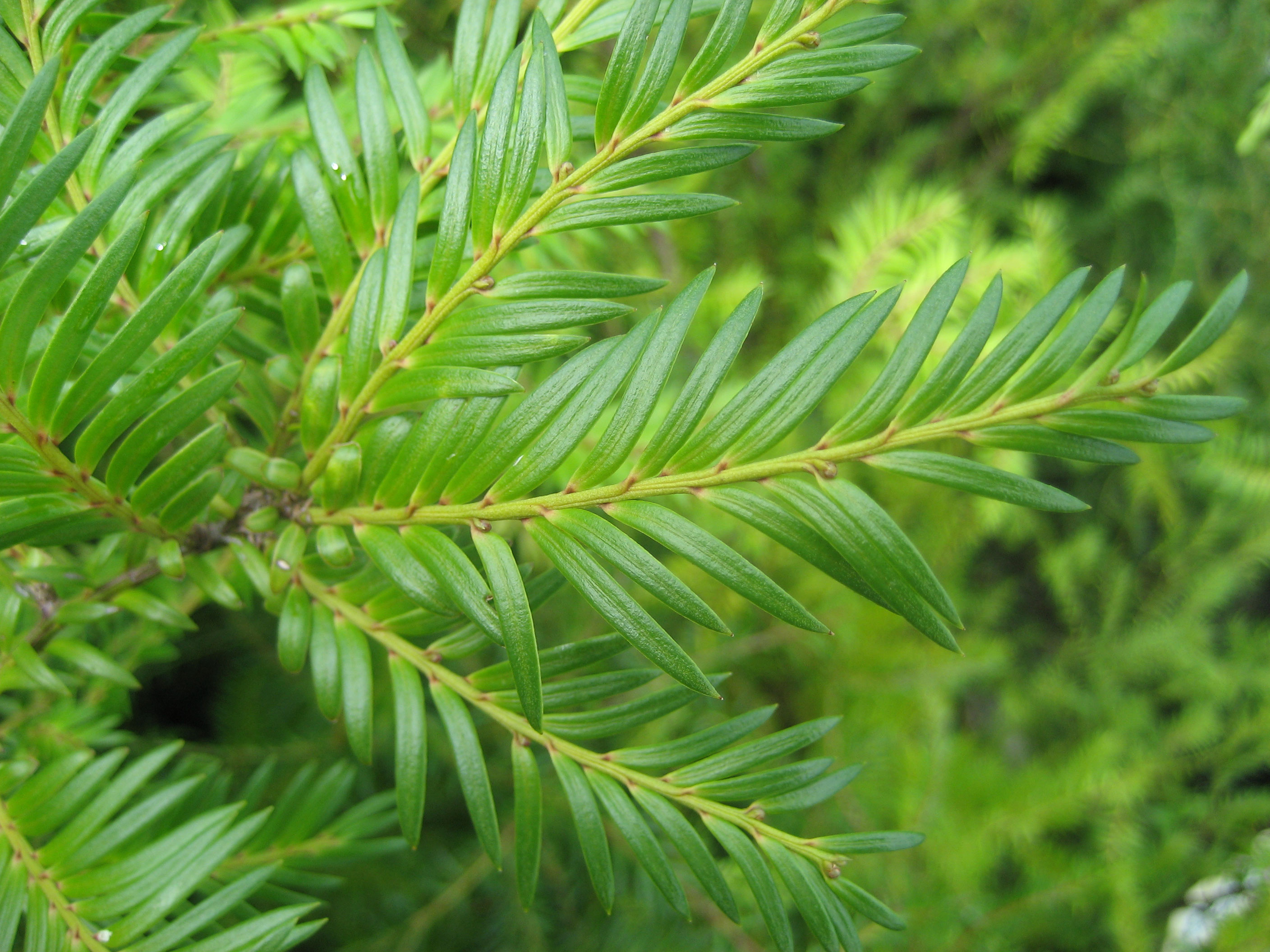